# Estelle Caswell
Estelle Caswell ist eine US-amerikanische Videojournalistin, die für ihre Arbeit für das Nachrichtenportal Vox bekannt ist. Sie wurde mit einem News & Documentary Emmy Award ausgezeichnet.

## Leben
Caswell hat Film studiert. Anschließend arbeitete sie als autodidaktische Motion-Designerin für eine Agentur.
Im Jahr 2014 trat sie dem Team von Vox bei. Seit 2017 produziert sie die Videoreihe Vox Earworm, die sich mit Musik beschäftigt. Zuvor hatte sie das bis dahin erfolgreichste Video der Videoreihe zu Musik Vox Pop produziert. 2018 produzierte sie eine Folge der Netflix-Serie von Vox Explained und war für zwei weitere nur als Sprecherin tätig. Im folgenden Jahr wurde ihr Video The Most Feared Song in Jazz, Explained aus der Reihe Vox Earworm, das sich mit dem Jazzstandard Giant Steps auseinandersetzt, mit einem News & Documentary Emmy Award ausgezeichnet.

## Auszeichnungen
- 2019: News & Documentary Emmy Award für The Most Feared Song in Jazz, Explained[6]